# نيكولاي ديميتروف (لاعب كرة قدم بلغاري)
نيكولاي ديميتروف (بالبلغارية: Николай Димитров-Джаич)‏ هو لاعب كرة قدم بلغاري، ولد في 4 نوفمبر 1970 في بيتريتش في بلغاريا. لعب مع نادي ليتكس لوفتش.

## وصلات خارجية
- نيكولاي ديميتروف (لاعب كرة قدم بلغاري) على موقع قاعدة بيانات كرة القدم.إي يو (الإنجليزية)